# Pumeza Matshikiza
Pumeza Matshikiza, née en 1979 à Lady Frere (en) dans la province du Cap oriental, est une soprano sud-africaine.

## Vie personnelle
Pumeza Matshikiza est née en 1979, à Lady Frere, un township de la province du Cap oriental en Afrique du Sud. Pumeza a deux frères plus jeunes et quand ses parents se sont séparés lorsqu'elle avait trois ans, la famille a été plongée dans la pauvreté. Elle a été élevée par sa mère seule.

## Carrière
Pumeza a étudié au Collège de Musique de l'Université du Cap, élève de la Professeure Virginia Davids (af), elle est diplômée avec la mention cum laude (« avec louange »), puis elle est allée au Royal College of Music de Londres, avec une bourse de trois ans et au programme pour jeunes artistes de Covent Garden du Royal Opera House, où elle fit ses débuts dans le rôle d'une fille-fleur dans Parsifal. Elle a remporté le Veronica Dunne International Singing Competition à Dublin en 2010 et elle a plus tard rejoint l'Opéra de Stuttgart.

## Discographie
| Année | Album          | Meilleurs positions | Meilleurs positions | Meilleurs positions | Certification |
| Année | Album          | DEN                 | FR                  | Royaume-UNI         | Certification |
| ----- | -------------- | ------------------- | ------------------- | ------------------- | ------------- |
| 2014  | Voice of Hope, | 12                  | 188                 | 71                  |               |